# بارکسلند
بارکسلند (به انگلیسی: Barkisland) یک روستا در بریتانیا است که در ریپوندن واقع شده‌است.